# À La Carte (Band)
À La Carte war eine in Deutschland produzierte Disco-Formation, die aus drei wechselnden Sängerinnen bestand.

## Bandgeschichte
À La Carte wurde von Tony Hendrik und dessen Frau Karin van Haaren produziert. Für das Trio produzierten Hendrik/van Haaren insgesamt 38 Titel. Das Damentrio bestand zunächst aus Patsy Fuller, Julia und Elaine. Es unterlag in den folgenden Jahren jedoch einer starken personellen Fluktuation, die die beliebige Austauschbarkeit jener Gruppen zu jener Zeit bewies. Stimmliche Unterschiede wurden bei den Musikproduktionen im Coconut-Tonstudio von Hendrik/van Haaren geglättet. Julia und Elaine wurden im gleichen Jahr (1979) durch Jenny Renshaw und Denise Distelle ersetzt. Denise Distelle wurde wiederum im gleichen Jahr durch Katie Humble ersetzt. Katie wurde 1980 für ca. anderthalb Jahre durch Linda Daniels ersetzt, kam 1982 aber wieder dazu. Patsy wurde 1980 durch Joy Martin ausgetauscht. Die Mädchenband bestand die meiste Zeit aus: Jenny Renshaw, Joy Martin und Katie Humble (die drei sind auch auf den letzten beiden Alben auf dem Cover zu sehen). Ihre Musik bestand aus eingängigen Disco-Liedern. Ihr erfolgreichstes Lied war Do Wah Diddy, eine Coverversion des gleichnamigen Stücks von Manfred Mann. Das Lied erreichte in den Single-Charts den Platz 22.
1985 wurde die Band aufgelöst. 

## Diskografie

### Studioalben
- 1980: Do Wah Diddy Diddy Round
- 1981: Viva
- 1983: Rockin' Oldies
- 1999: ...The Very Best '99
- 2016: The Ultimate Best Of Album

### Singles
| Jahr | Titel Album                                             | Höchstplatzierung, Gesamtwochen, AuszeichnungChartsChartplatzierungen (Jahr, Titel, Album, Platzierungen, Wochen, Auszeichnungen, Anmerkungen) | Anmerkungen                         |
| Jahr | Titel Album                                             | DE | Anmerkungen                         |
| ---- | ------------------------------------------------------- | --- | ----------------------------------- |
| 1979 | When The Boys Come Home Do Wah Diddy Diddy Round        | DE28 (11 Wo.)DE | Erstveröffentlichung: Juli 1979     |
| 1979 | Doctor Doctor (Help Me Please) Do Wah Diddy Diddy Round | DE28 (14 Wo.)DE | Erstveröffentlichung: Dezember 1979 |
| 1980 | Do Wah Diddy Diddy Do Wah Diddy Diddy Round             | DE22 (17 Wo.)DE | Erstveröffentlichung: Mai 1980      |
| 1980 | Ring Me, Honey Do Wah Diddy Diddy Round                 | DE41 (14 Wo.)DE | Erstveröffentlichung: November 1980 |
| 1981 | You Get Me On The Run Viva                              | DE41 (8 Wo.)DE | Erstveröffentlichung: März 1981     |
| 1981 | River Blue Viva                                         | DE47 (11 Wo.)DE | Erstveröffentlichung: Juli 1981     |
| 1981 | Have You Forgotten Viva                                 | DE57 (5 Wo.)DE | Erstveröffentlichung: Oktober 1981  |
| 1982 | Viva Torero Viva                                        | DE29 (9 Wo.)DE | Erstveröffentlichung: Februar 1982  |
| 1982 | In The Summer Sun Of Greece Viva                        | DE65 (2 Wo.)DE | Erstveröffentlichung: Juni 1982     |
| 1982 | Ahé Tamouré                                             | DE62 (2 Wo.)DE | Erstveröffentlichung: Oktober 1982  |

Weitere Singles:
- Radio (1983)
- On Top Of Old Smokie (!983)